# 22 декабря
22 декабря — 356-й день года (357-й в високосные годы) по григорианскому календарю.
До конца года остаётся 9 дней.
До 15 октября 1582 года — 22 декабря по юлианскому календарю, с 15 октября 1582 года — 22 декабря по григорианскому календарю.
В XX и XXI веках соответствует 9 декабря по юлианскому календарю.
Один из дней, на которые в северном полушарии приходится зимнее солнцестояние, а в южном — летнее (вследствие високосного сдвига даты солнцестояния в разные годы могут отличаться на 1—2 дня).

## Праздники и памятные дни
См. также: Категория:Праздники 22 декабря

### Профессиональные
- Армения,  Беларусь,  Кыргызстан,  Россия,  Украина — День энергетика.
- Украина — День работников дипломатической службы.
- Зимбабве — День единства.
- Куба — День учителя.
- Вьетнам — День национальной обороны (годовщина образования Вьетнамской народной армии, 1944).
- Индонезия — День матери.
- Индия — Национальный день математики.
- Румыния - День памяти революции

### Религиозные
Православие

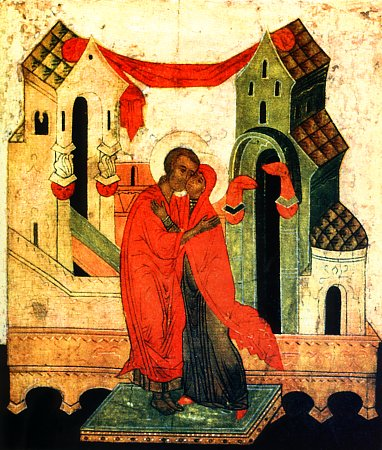
Икона «Зачатие праведной Анны»

- Зачатие праведною Анною Пресвятой Богородицы[4];
- празднование в честь иконы Божией Матери, именуемой «Нечаянная Радость»[5];
- память священномученика Владимира Виноградова, пресвитера (1919);
- память священномученика Владимира Джуринского, пресвитера и мученицы Евфросинии Джуринской (1920);
- память священномученика Василия Ягодина и Александра Буравцева, пресвитеров (1937);
- память святой пророчицы Анны, матери пророка Самуила (1100 до н. э.);
- память святителя Софрония, архиепископа Кипрского (VI в.)[6];
- память преподобного Стефана Новосиятеля (912)[7].

### Именины
- Католические: Гонората, Зенон, Франциск.
- Православные: Анна, Софрон, Степан.

## События

### До XIX века
- 1317 — произошла Бортеневская битва.
- 1603 — Ахмед I стал новым правителем Османской империи.
- 1790 — Русские войска под командованием Александра Суворова взяли штурмом турецкую крепость Измаил.

### XIX век
- 1857 — выпущена первая почтовая марка в России.
- 1885 — Ито Хиробуми становится первым премьер-министром Японии.
- 1894 — начало Дела Дрейфуса.

### XX век
- 1917 — основан DIN (нем. Deutsches Institut für Normung) — немецкая организация по стандартизации и национальный орган ISO.
- 1919 — из США на пароходе «Buford» в Советскую Россию высланы 249 человек, заподозренных в симпатиях к большевикам.
- 1920 — открытие 8-го Всероссийского съезда Советов в Москве (по 29 декабря). Утверждение плана ГОЭЛРО.
- 1942 — Вторая мировая война: Гитлер подписал приказ о разработке «Фау-2» как оружия.
- 1944 — Вторая мировая война: образована Вьетнамская Народная Армия для сопротивления оккупации Японией Вьетнама.
- 1973 — катастрофа SE-210 под Танжером (Марокко). Погибли 106 человек.

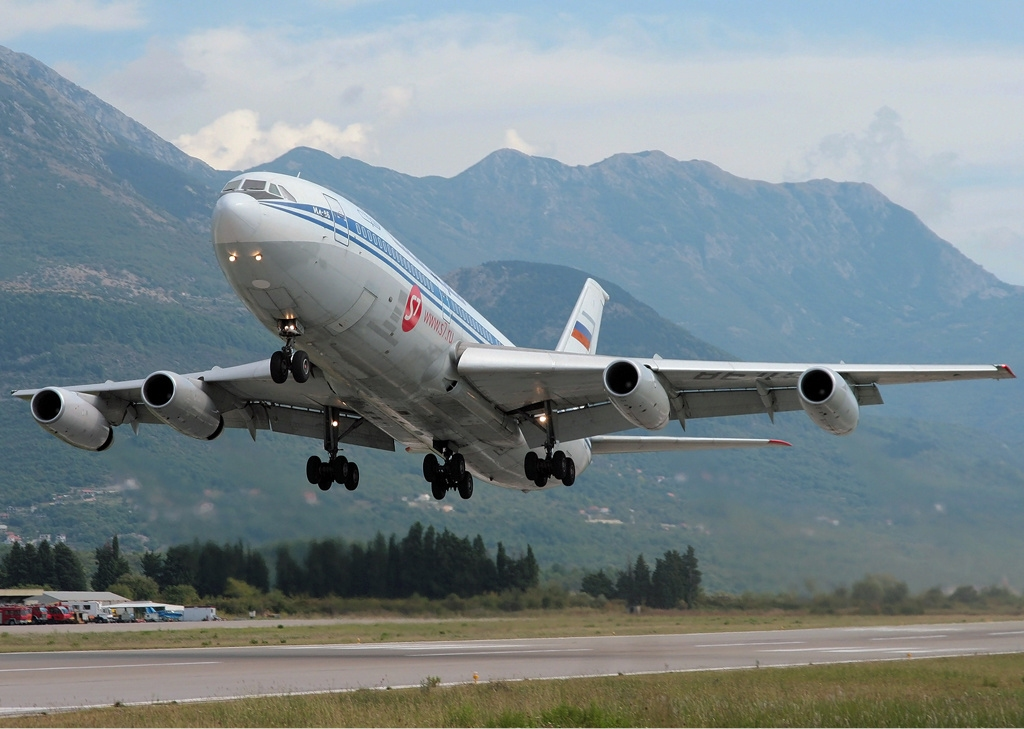
Ил-86

- 1976 — первый пробный полёт самолёта Ил-86.
- 1980 — разгерметизация саудовского Lockheed TriStar над Персидским заливом. Погибли 2 человека.
- 1987 — Никки Сикс пережил клиническую смерть от передозировки героина, что вдохновило его на написание песни «Kickstart My Heart».
- 1989
  - Бранденбургские ворота в Берлине открылись спустя 28 лет, ознаменовав объединение ГДР и ФРГ.
  - После недельных демонстраций Ион Илиеску стал президентом Румынии, завершив правление Чаушеску. Румыния первой из стран Восточной Европы и бывших членов Организации Варшавского договора запретила Коммунистическую партию. Николае и Елена Чаушеску арестованы в Тырговиште.
- 1990
  - 47-летний Лех Валенса вступил в должность президента Польши.
  - на станции Ельниково (Белгородская область) столкнулись три поезда (грузовой и два пассажирских). Погибли 11 человек (официально).
- 1992 — столкновение над Триполи. Погибли 157 человек — крупнейшая авиакатастрофа в истории Ливии.
- 1996 — катастрофа DC-8 под Нарроусом[англ.].
- 1999 — катастрофа южнокорейского Boeing 747 под Лондоном. Погибли 4 человека.

### XXI век
- 2001 — британский террорист Ричард Рид неудачно попытался подорвать рейс 63 American Airlines.
- 2007 — французская ракета-носитель «Ариан-5» вывела на орбиту первый в истории африканский спутник.
- 2009
  - Сербия подала заявку на вступление в Европейский союз[8].
  - Авария Boeing 737 в Кингстоне: при посадке самолёт компании American Airlines выкатился за пределы полосы и развалился на части, 85 человек получили ранения.
- 2015
  - Частная космическая компания SpaceX впервые в истории вертикально приземлила первую ступень ракеты-носителя Falcon 9.
  - В США опубликованы рассекреченные списки целей массированного ядерного удара США по СССР, странам Восточного блока и Китаю 1959 года.
- 2018
  - Цунами в Зондском проливе, более 400 погибших.
  - Началась приостановка работы правительства США, самая длительная в истории.

## Родились
См. также: Категория:Родившиеся 22 декабря

### До XIX века
- 244 — Диоклетиан (ум. 311), римский император (284—305).
- 1095 — Рожер II (ум. 1154), основатель и первый король (с 1130 года) Сицилийского королевства.
- 1183 — Чагатай (ум. 1242), монгольский государь, сын Чингисхана.
- 1550 — Чезаре Кремонини (ум. 1631), итальянский философ и поэт.
- 1702 — Жан Этьен Лиотар (ум. 1789), швейцарский художник.
- 1723 — Карл Фридрих Абель (ум. 1787), немецкий композитор и музыкант, виртуоз игры на виоле да гамба.
- 1744 — Даниил Самойлович (ум. 1805), медик, основатель российской эпидемиологии.
- 1755 — Жорж Кутон (казнён в 1794), деятель Великой французской революции.
- 1765 — Иоганн Фридрих Пфафф (ум. 1825), немецкий математик.
- 1792 — Павел Катенин (ум. 1853), русский писатель, участник Отечественной войны 1812 года, декабрист.

### XIX век
- 1802 — Владимир Назимов (ум. 1874), российский государственный деятель, виленский, гродненский и ковенский генерал-губернатор.
- 1819 — Франц Абт (ум. 1885), немецкий композитор.
- 1823 — Жан Анри Фабр (ум. 1915), французский энтомолог, писатель.
- 1833 — Марко Вовчок (при рожд. Мария Вилинская; ум. 1907), украинская писательница и поэтесса, переводчица.
- 1836 — Фирс Журавлёв (ум. 1901), русский живописец, академик.
- 1838 — Владимир Марковников (ум. 1904), русский химик, основатель научной школы.
- 1844 — Леонид Сабанеев (ум. 1898), русский зоолог, натуралист, популяризатор охоты и рыбалки.
- 1856 — Фрэнк Биллингс Келлог (ум. 1937), 45-й Госсекретарь США, лауреат Нобелевской премии мира (1929).
- 1858 — Джакомо Пуччини (ум. 1924), итальянский композитор, органист и хормейстер.
- 1864 — Василий Водовозов (ум. 1933), российский экономист.
- 1869 — Эдвин Арлингтон Робинсон (ум. 1935), американский поэт, писатель, драматург, лауреат Пулитцеровской премии.
- 1872 — Камиль Герен (ум. 1961), французский ветеринар, бактериолог и иммунолог, один из создателей противотуберкулёзной вакцины БЦЖ.
- 1876 — Филиппо Томмазо Маринетти (ум. 1944), итальянский писатель, поэт, основатель футуризма.
- 1883 — Эдгар Варез (ум. 1965), французский и американский композитор, один из пионеров электронной и конкретной музыки.
- 1887 — Сриниваса Рамануджан Айенгор (ум. 1920), индийский математик.
- 1889
  - Натан Альтман (ум. 1970), советский живописец-авангардист, скульптор, театральный художник.
  - Джордж Хатсон (погиб в 1914), британский легкоатлет, призёр Олимпийских игр (1912).
- 1890 — Ахмад-Заки Валиди (ум. 1970), лидер башкирского национально-освободительного движения, тюрколог, доктор философии.
- 1892 — Герман Поточник (ум. 1929), австро-венгерский инженер, один из пионеров космонавтики.
- 1898 — Владимир Фок (ум. 1974), физик-теоретик, академик АН СССР, Герой Социалистического Труда.
- 1899
  - Николай Горбань (ум. 1973), советский историк, архивист, писатель.
  - Густаф Грюндгенс (ум. 1963), немецкий актёр и режиссёр.

### XX век
- 1905
  - Стасис Англицкис (ум. 1999), литовский поэт, переводчик, педагог.
  - Пьер Брассёр (наст. имя Пьер-Альбер Эспинас; ум. 1972), французский актёр театра и кино, драматург, поэт.
  - Пьер Левег (наст. имя Пьер Эжен Альфред Буайен; ум. 1955), французский автогонщик.
- 1907 — дама Пегги Эшкрофт (ум. 1991), британская актриса, лауреат премии «Оскар».
- 1908 — Макс Билль (ум. 1994), швейцарский скульптор, художник-абстракционист, архитектор, дизайнер.
- 1909 — Патриция Хейс (ум. 1998), британская актриса.
- 1911 — Гроут Ребер (ум. 2002), американский астроном-любитель, один из основоположников радиоастрономии.
- 1912 — Леди Бёрд Джонсон (ум. 2007), первая леди США в 1963—1969 гг., супруга президента Линдона Джонсона.
- 1921 — Михаил Байтин (ум. 2009), советский и российский правовед.
- 1926 — Альсидес Гиджа (ум. 2015), уругвайский и итальянский футболист, чемпион мира (1950).
- 1930
  - Джонта, Сальваторе[итал.] (ум. 2025), итальянский ватерполист, олимпийский чемпион (1960).
  - Ардалион Игнатьев (ум. 1998), советский спринтер, призёр Олимпийских игр (1956).
- 1933 — Маргарита Эскина (ум. 2009), советский и российский театральный деятель.
- 1935 — Альберт Кривченко (ум. 2021), первый глава администрации Амурской области с 1991 по 1993 год.
- 1936 — Гектор Элизондо, американский актёр.
- 1937 — Эдуард Успенский (ум. 2018), советский и российский писатель, автор книг для детей, телеведущий.
- 1939 — Лео Бокерия, кардиохирург, академик и член Президиума РАМН.
- 1940 — Доку Завгаев, российский государственный и политический деятель, дипломат.
- 1943 — Пол Вулфовиц, американский политик, в 2005—2007 гг. президент Всемирного банка.
- 1946 — Владимир Богин (ум. 2017), советский и российский актёр театра и кино, народный артист РФ.
- 1947
  - Дэйв Кинг, канадский хоккейный тренер.
  - Мицуо Цукахара, японский гимнаст, 5-кратный олимпийский чемпион.
- 1948 — Николае Тимофти, молдавский политический деятель, президент Молдовы (2012—2016).
- 1949
  - Морис Гибб (ум. 2003), британский музыкант, автор-исполнитель, участник группы «Bee Gees».
  - Робин Гибб (ум. 2012), британский певец, автор песен, участник группы «Bee Gees», брат-близнец Мориса.
- 1959 — Бернд Шустер, немецкий футболист и тренер, чемпион Европы (1980)
- 1961 — Юрий Маленченко, российский космонавт, Герой Российской Федерации.
- 1962 — Рэйф Файнс, британский актёр театра и кино, кинорежиссёр, продюсер, лауреат премий BAFTA и «Тони».
- 1963 — Джузеппе Бергоми, итальянский футболист, чемпион мира (1982), включён в список ФИФА 100.
- 1966 — Дмитрий Билозерчев, советский гимнаст, трёхкратный олимпийский чемпион (1988), 8-кратный чемпион мира.
- 1967 — Дан Петреску, румынский футболист и тренер.
- 1968
  - Лорэли Белл, американская актриса мыльных опер.
  - Дина Мейер, американская актриса.
  - Олег Погудин, советский и российский певец, исполнитель романсов, народный артист РФ.
  - Луис Эрнандес, мексиканский футболист.
- 1969 — Мириам Бедар, канадская биатлонистка, двукратная олимпийская чемпионка (1994), чемпионка мира (1993).
- 1972
  - Кирк Молтби, канадский хоккеист, 4-кратный обладатель Кубка Стэнли, чемпион мира (2003).
  - Ванесса Паради, французская актриса, певица и фотомодель.
- 1974 — Кристиан Хоффман, австрийский лыжник, олимпийский чемпион (2002).
- 1975
  - Сергей Ашванден, швейцарский дзюдоист.
  - Дмитрий Хохлов, российский футболист и тренер.
- 1978 — Эммануэль Олисадебе, польский футболист нигерийского происхождения.
- 1983 — Жозе Фонте, португальский футболист, чемпион Европы (2016).
- 1987 — Эдер, португальский футболист, автор победного гола в финале чемпионата Европы 2016 года.
- 1993
  - Рафаэл Геррейру, португальский футболист, чемпион Европы (2016).
  - Меган Трейнор, американская певица, автор-исполнитель и продюсер.
- 1998 — Каспер Рууд, норвежский теннисист.

## Скончались
См. также: Категория:Умершие 22 декабря

### До XIX века
- 1554 — Моретто да Брешиа (наст. имя Алессандро Бонвичино; р. ок. 1498), итальянский художник.
- 1603 — Мехмед III (р. 1568), османский султан (1595—1603).
- 1666 — Гверчино (наст. имя Джованни Франческо Барбьери; р. 1591), итальянский живописец.
- 1748 — Иоганн Непомук Лихтенштейн (р. 1724), 7-й князь Лихтенштейна (с 1732).

### XIX век
- 1828 — Уильям Хайд Волластон (р. 1766), английский учёный, врач, физик и химик, открывший палладий и родий, член Лондонского королевского общества.
- 1839 — Пётр Фролов (р. 1775), русский горный инженер, изобретатель, государственный деятель.
- 1867
  - Жан-Виктор Понселе (р. 1788), французский математик, механик, инженер, создатель проективной геометрии.
  - Теодор Руссо (р. 1812), французский художник-пейзажист, глава Барбизонской школы живописи.
- 1870 — Адольфо Густаво Беккер (р. 1836), крупнейший испанский писатель-романист.
- 1875 — Николай Титов (р. 1800), русский композитор, автор популярных романсов.
- 1880 — Джордж Элиот (настоящее имя Мэри Энн Эванс; р. 1819), английская писательница.

### XX век
- 1901 — Николай Наумов (р. 1838), русский писатель.
- 1905 — Лев Лагорио (р. 1827), русский художник-маринист.
- 1910 — Давид Гинцбург (р. 1857), российский востоковед, писатель, общественный деятель, редактор и спонсор издания первой в России «Еврейской энциклопедии».
- 1917 — Франциска Кабрини (р. 1850), католическая монахиня, миссионерка итальянского происхождения, первая американская святая.
- 1931 — Лидия Цераская (р. 1855), русская советская женщина-астроном, открывшая 219 переменных звёзд.
- 1936 — Николай Островский (р. 1904), советский писатель.
- 1937 — расстрелян Василий Ягодин (р. 1870), протоиерей Русской церкви, священномученик, причисленный к лику святых.
- 1939 — Ма Рейни (наст. имя Гертруда Приджетт; р. 1886), американская певица, «мать блюза».
- 1940 — погиб Натанаэл Уэст (урожд. Натан Вайнстайн; р. 1903), американский писатель.
- 1942 — казнены:
  - Ильза Штёбе (р. 1911), журналистка, участница немецкого движения Сопротивления, работавшая на советскую разведку;
  - Курт Шульце (р. 1894), немецкий антифашист, работавший на советскую разведку (сеть резидентур «Красная капелла»).
- 1943 — Беатрикс Поттер (р. 1866), английская детская писательница и художница.
- 1944 — Харри Лэнгдон (р. 1884), американский актёр, продюсер, кинорежиссёр, сценарист.
- 1969 — Джозеф Штернберг (р. 1894), американский кинорежиссёр, продюсер, сценарист и композитор.
- 1979 — Дэррил Фрэнсис Занук (р. 1902), американский кинопродюсер, режиссёр и актёр.
- 1987 — Лидия Князева (р. 1925), актриса театра и кино, народная артистка СССР.
- 1989 — Сэмюэл Беккет (р. 1906), ирландский писатель, поэт и драматург, лауреат Нобелевской премии (1969).
- 1991 — Эрнст Кшенек (р. 1900), американский композитор, музыковед, педагог.
- 1992 — Фредерик Уильям Френц (р. 1893), 4-й президент Общества Сторожевой башни.
- 1995 — Джеймс Мид (р. 1907), английский экономист, лауреат Нобелевской премии (1977).

### XXI век
- 2001
  - Жак Майоль (р. 1927), французский ныряльщик, первым в мире погрузившийся без акваланга на глубину 100 м.
  - Ромен Сова (р. 1938), советский и украинский учёный-токсиколог, член-корреспондент.
- 2002 — Джо Страммер (р. 1952), британский рок-музыкант, певец, лидер панк-группы «The Clash».
- 2006 — Елена Мухина (р. 1960), советская гимнастка, заслуженный мастер спорта СССР, абсолютная чемпионка СССР по спортивной гимнастике (1979), чемпионка мира (1978).
- 2008 — Лансана Конте, (р. 1934), третий президент Гвинеи (1984—2008).
- 2010 — Михаил Туманишвили (р. 1935), советский и российский актёр театра и кино, кинорежиссёр.
- 2011 — Виктор Косых (р. 1950), советский и российский актёр театра и кино.
- 2013 — Виктор Сарианиди (р. 1929), советский и российский археолог.
- 2014 — Джо Кокер (р. 1944), английский рок- и блюз-исполнитель, обладатель уникального низкого хриплого баритона.
- 2020 — Клод Брассёр (р. 1936), французский актёр.

## Народный календарь
Анна тёмная.
- Если на Анну Зимнюю лучисто и светло — 31 декабря ясно и морозно, хмуро — и на деревьях иней — к пасмурному и тёплому новогодью.
- Обетный день беременным бабам: распростай, Господи, легко.
- Беременным бабам в этот день из избы ни на шаг не советовали выходить и особенно беречь дитя в утробе[9].